# Yours Truly, Angry Mob
Yours Truly Angry Mob è il secondo album dei Kaiser Chiefs, pubblicato nel 2007.
Il lancio dell'album, avvenuto in tutto il mondo il 26 febbraio 2007, è stato preceduto da quello del singolo Ruby, pubblicato il 19 febbraio dello stesso anno. Ruby è stato il primo singolo dei Kaiser Chiefs a raggiungere la vetta della classifica britannica dei singoli. Il disco è stato prodotto da Stephen Street, già produttore del loro precedente lavoro Employment.

## Genesi e registrazione
Nell'ottobre 2006 la band rivelò alla rivista NME di aver registrato 22 canzoni e di volerle ridurre a 13 o 14 in vista della pubblicazione del nuovo album. Nel luglio 2006 la band aveva dichiarato alla testata Gigwise la speranza di pubblicare il disco il giorno di San Valentino del 2007.
In un'intervista del febbraio 2007 il bassista Simon Rix ebbe a dire:
Il disco è stato registrato negli studi della Old Chapel di Leeds, città d'origine dei membri della band.

## Pubblicazione e riscontro
L'album è stato pubblicato il 23 febbraio 2007 in Belgio e Paesi Bassi, il 26 febbraio seguente in tutto il mondo e nel marzo 2008 in Nord America.
Il disco è stato preceduto dal singolo Ruby, uscito il 19 febbraio e divenuto il primo e sinora unico singolo della band a raggiungere il primo posto nella classifica britannica dei singoli.
Il disco ha raggiunto il primo posto nella classifica britannica degli album. Altri singoli estratti dall'album sono Everything Is Average Nowadays, uscito il 21 maggio 2007, The Angry Mob, uscito il 20 agosto 2007, e Love's Not a Competition (But I'm Winning), uscito in versione 45 giri da collezione il 12 novembre 2007, con Everything Is Average Nowadays, cover realizzata dai Little Ones, come lato b.
A supporto del disco, il gruppo ha intrapreso un tour mondiale di 120 date.

## Tracce
1. Ruby - 3:24
2. The Angry Mob - 4:48
3. Heat Dies Down - 3:57
4. Highroyds - 3:19
5. Love's Not a Competition (But I'm Winning) - 3:17
6. Thank You Very Much - 2:37
7. I Can Do It Without You - 3:24
8. My Kind of Guy - 4:06
9. Everything Is Average Nowadays - 2:44
10. Boxing Champ - 1:31
11. Learnt My Lesson Well - 3:54
12. Try Your Best - 3:42
13. Retirement - 3:53

Edizione speciale giapponese
- Admire You
- I Like to Fight

Edizione limitata con DVD
1. Retirement (live)
2. The Angry Mob (live)
3. Heat Dies Down (live)
4. Everything Is Average Nowadays (live)
5. Ruby (live)
6. Highroyds (live)
7. Tim Short Film
8. Your Song

## Formazione
- Ricky Wilson: voce
- Andrew "Whitey" White: chitarra
- Simon Rix: basso
- Nick "Peanut" Baines: tastiera, sintetizzatore
- Nick Hodgson: batteria, voce

## Classifiche
| Classifica  | Posizione massima |
| ----------- | ----------------- |
| Regno Unito | 1                 |
| Paesi Bassi | 1                 |
| Irlanda     | 2                 |
| Austria     | 4                 |
| Germania    | 6                 |
| Australia   | 9                 |